# Cosmin Contra
Cosmin Contra, född 15 december 1975 i Timișoara, Rumänien, är en rumänsk fotbollstränare och före detta spelare. 
Han tränar för närvarande saudiska Al-Ittihad.
Contra representerade Rumänien vid EM 2000 och 2008 och var förbundskapten för samma landslag mellan 2017 och 2019.

## Karriär

### Klubblag som spelare
Contra inledde sin fotbollskarriär i hemstaden Timișoara och flyttade senare till den inhemska storklubben Dinamo Bukarest. 1999 flyttade han vidare till spanska Alavés. Laget gick till final i Uefacupen 2000/2001, där man förlorade mot Liverpool. Efter framgången i Uefacupen värvades Contra av den italienska storklubben AC Milan. Contra beskrev övergången som grädden på moset efter en oförglömlig säsong.
Contra fick en bra start med Milan och efter sina framgångar under året röstades han vid slutet på 2001 in i första upplagan av UEFA Team of the Year. Under en försäsongsmatch mot Juventus 2002 rök rumänen ihop med Edgar Davids efter att den senare gjort en aggressiv tackling på Gennaro Gattuso. Contra svarade med att sparka Davids i ryggen och domaren valde att utvisa båda spelarna. Inför säsongen 2002/2003 förstärkte Milan på sina försvarspositioner och klubben kom överens med Contra om en affär som tog honom tillbaka till Spanien, den här gången till Atlético Madrid.
I den spanska huvudstaden hade Contra svårt att etablera sig i startelvan. Efter två misslyckade utlåningar, en till West Bromwich Albion och en till moderklubben Politehnica, hittade Contra till slut rätt strax utanför huvudstaden med Getafe. Klubben valde att köpa loss Contra efter lånet. Han skulle därefter komma att göra fyra säsonger med Getafe innan han återvände till Politehnica igen. 2011 avslutades spelarkarriären.

### Landslagsspel
Till EM-slutspelet 2008 lottades Rumänien i en tuff grupp där Frankrike, Italien och Nederländerna utgjorde motståndet. Contra var en av fyra spelare i den rumänska truppen som också var med vid EM 2000.

### Tränarkarriär
Contra har tränat ett antal rumänska och spanska klubbar. Han anställdes 2017 som tränare för Rumänien med mål att kvalificera sig för EM 2020. Trots statistiskt sett bra resultat som förbundskapten fick Contra sluta efter att man inte lyckats infria förväntningarna om EM-slutspel.

## Personligt
Contra har en fru vid namn Alina. Paret gick på samma gymnasium i Timișoara och började efter en fest dejta. De har två barn tillsammans.

## Meriter
- UEFA Team of the Year: 2001

- Årets rumänska fotbollsspelare: 2001[7]